# Einkaufszettel

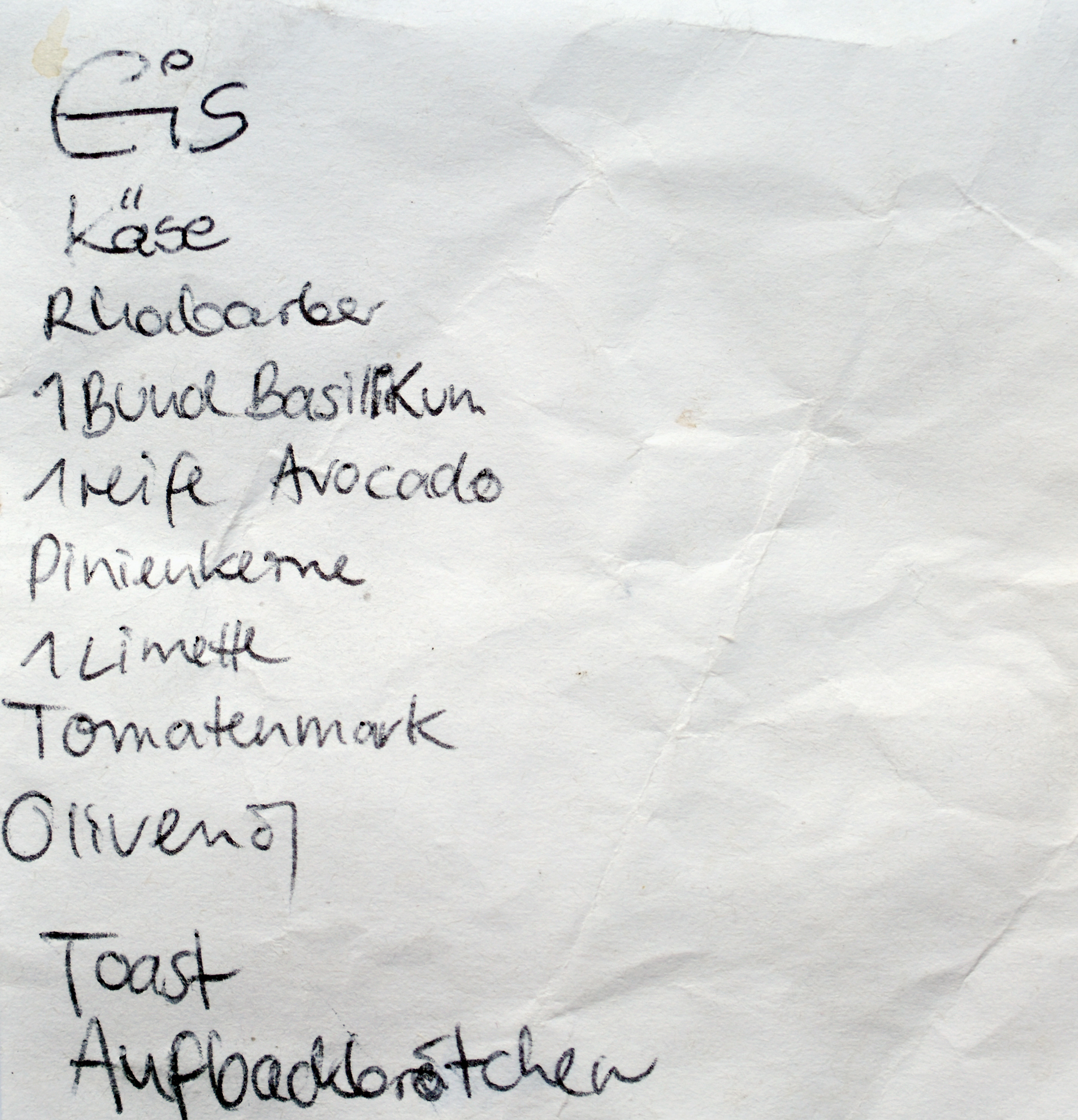
Ein Einkaufszettel

Ein Einkaufszettel (auch: Einkaufsliste) ist eine vor dem Einkauf als Merkhilfe vorbereitete Liste von Dingen, die jemand einkaufen will. Der Einkaufszettel findet besonders für Produkte des alltäglichen Bedarfs Anwendung, die in Lebensmittelgeschäften, Drogeriemärkten oder Supermärkten gekauft werden. 

## Typen

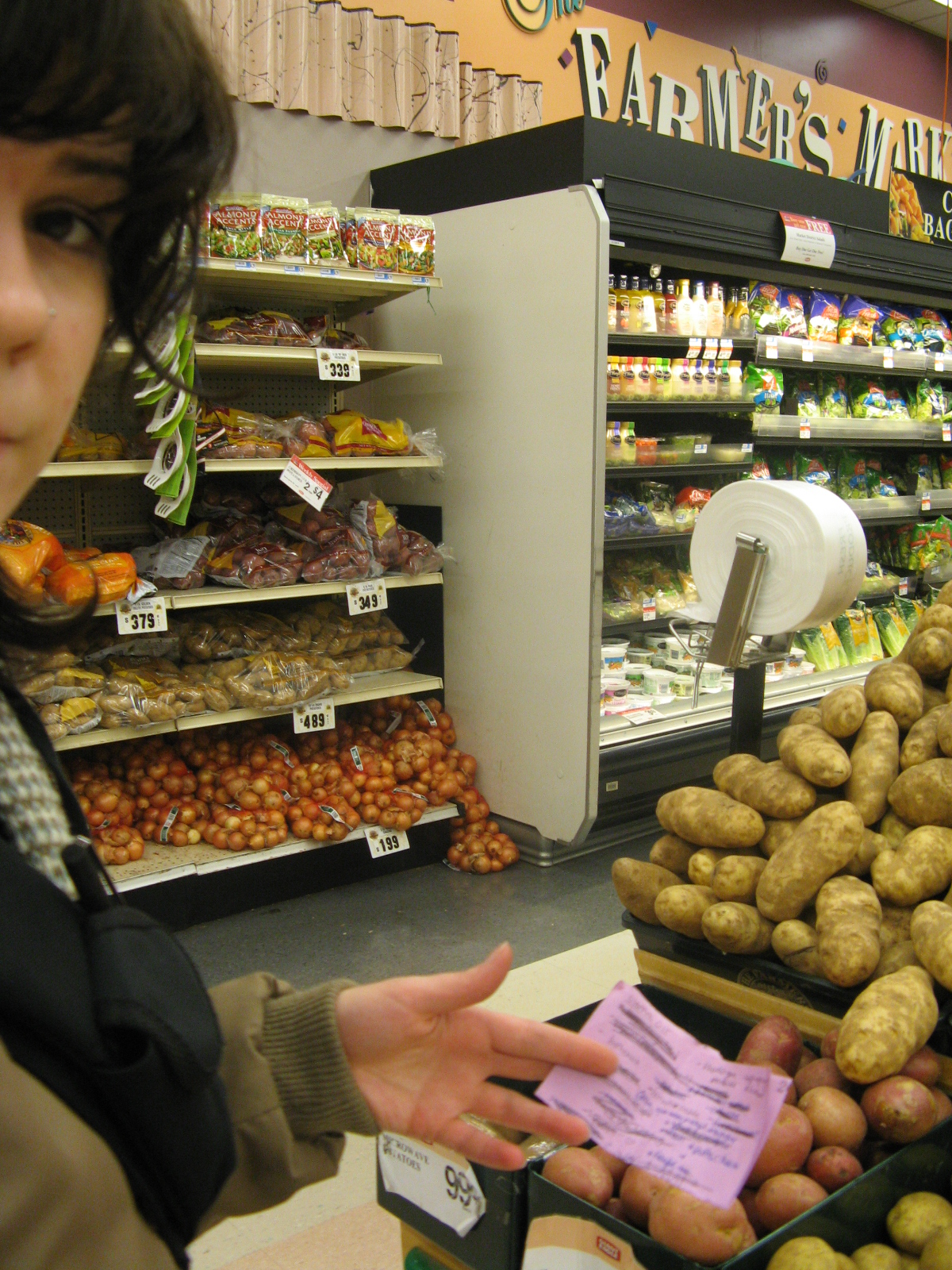
Einkäuferin mit Einkaufszettel (Erledigtes wurde auf dem Zettel ausgestrichen)

Die Form des Einkaufszettels reicht vom einfachen, handbeschriebenen Zettel aus Papier bis hin zu Softwareprodukten etwa für mobile elektronische Geräte.
Einkaufszettel werden entweder direkt vor dem Einkauf aufgestellt oder nach und nach ergänzt, sobald ein Bedarf erkannt wird. Sie können nach Produktgruppen gegliedert sein oder die gewünschten Produkte ohne weitere Gliederung auflisten. Wenn verschiedene Personen eines Haushalts den Einkaufszettel ergänzen, findet er sich oft an einem festgelegten Ort, z. B. mit einem Magnet am Kühlschrank befestigt. In diesem Fall findet über den Zettel auch eine schriftliche Kommunikation statt, so dass er als eine Art Wunschzettel fungiert.
Nicht nur Einkäufe, sondern auch andere anstehende Alltags-Erledigungen werden zuweilen auf dem Einkaufszettel als eine Art To-do-Liste notiert (z. B. Geld abheben, Reparatur eines Geräts). 
Ein Einkaufszettel kann auch eine Nicht-Einkaufsliste enthalten. Dabei handelt es sich um Dinge, welche der Verbraucher vermeiden möchte. Insbesondere um Produkte mit bestimmten Inhaltsstoffen (z. B. Allergenen) oder Produkte bestimmter Hersteller zu vermeiden, sowie um den Konsum bewusst einzuschränken und Ausgaben zu vermeiden.

## Einfluss auf das Kaufverhalten
Studien aus Nordamerika zeigen, dass dort etwa 40 % bis 70 % der Einkaufenden einen Einkaufszettel verwenden. In den Niederlanden lag die Quote 2009 bei etwa 75 %. Etwa 80 % der aufgelisteten Produkte kauften die Konsumenten auch wirklich ein. Allerdings machten die auf dem Einkaufszettel gelisteten Produkte nur 40 % der tatsächlichen Einkäufe aus. Das Verhalten von Konsumenten mit und ohne Einkaufszettel unterscheidet sich deutlich: Einkaufende mit Einkaufszettel geben für ihre Einkäufe durchschnittlich erheblich weniger aus.
Das Verwenden von Einkaufszetteln kann mit Persönlichkeitsmerkmalen korrelieren. Es lassen sich demografische Unterschiede festmachen, wobei Konsumenten mit Einkaufszettel häufiger weiblich sind als solche ohne, Konsumenten ohne Einkaufszettel häufiger kinderlos sind als solche mit Einkaufszettel.
Das Einkaufen mit Einkaufszettel wird häufig übergewichtigen Personen empfohlen. Ob diese Verhaltensempfehlung für sie wirksam ist, ist allerdings umstritten. Auch Personen mit Kaufsucht oder überschuldeten Haushalten wird empfohlen, strikt nach Einkaufszettel einzukaufen.

## Psychologie
Die Aufgabe, sich einen Einkaufszettel zu merken, wird als Experiment in der Psychologie eingesetzt, etwa zur Erforschung der kognitiven Verzerrung.

## Geschichte
Einkaufslisten auf Wachstafeln sind schon aus der römischen Antike erhalten.

## Sammeln
Weggeworfene Einkaufszettel werden auch gesammelt, wobei ein volkskundliches Interesse oder das Interesse an Kuriositäten überwiegen kann. Ein bekannter Sammler ist der Fernsehmoderator Wigald Boning, der über Einkaufszettel ein Buch geschrieben hat.